# Andrena chlorosoma
Andrena chlorosoma är en biart som beskrevs av Linsley och Macswain 1961. Andrena chlorosoma ingår i släktet sandbin, och familjen grävbin. Inga underarter finns listade i Catalogue of Life.